# Arsenio Erico
Arsenio Pastor Erico (Asunción, 30. ožujka 1915. – Buenos Aires, 23. srpnja 1977.) bio je paragvajski nogometaš i nogometni trener. Najbolji je strijelac u povijesti argentinske prve lige s 295 golova, sve postigao u dresu Independientea. Smatra se najboljim paragvajskim nogometašem svih vremena.
Nogometnu karijeru započeo je u Club Nacionalu za koji je debitirao sa samo 15 godina. Igrajući za reprezentaciju paragvajskog Crvenog križa na turneji u Argentini privukao je pažnju tamošnjeg Independientea. Za argentinsku momčad debitirao je 5. svibnja 1936. godine. Najviše golova zabio je tijekom 1937. godine, čak 47 od ukupnih 295. Deset godina kasnije igra za CA Huracán u tek sedam utakmica. Karijeru završava u Club Nacionalu. Nakon okončanja igračke karijere kratko se bavio trenerskim poslom.